# Колібрі-самоцвіт білогрудий
Колі́брі-самоцві́т білогрудий (Lampornis hemileucus) — вид серпокрильцеподібних птахів родини колібрієвих (Trochilidae). Мешкає в Коста-Риці і Панамі.

## Опис

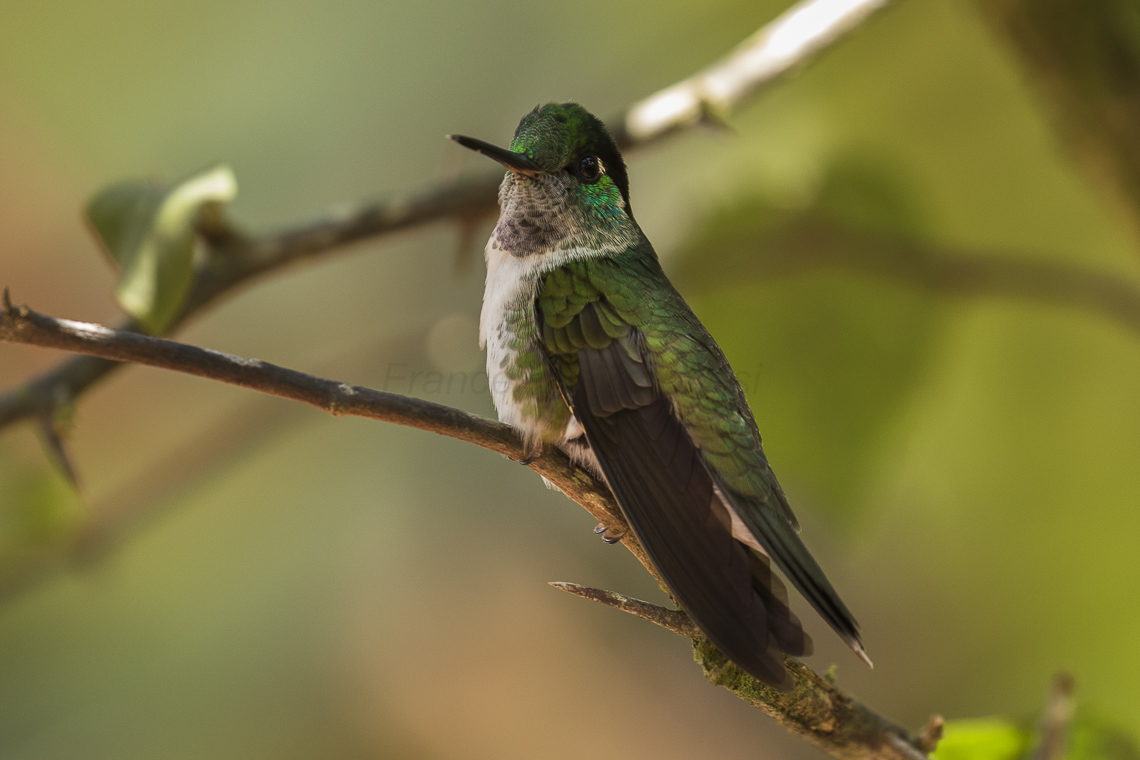
Білогрудий колібрі-самоцвіт

Довжина птаха становить 10-11 см, самці важать 6,2 г, самиці 5,1 г. У самців обличчя і тім'я зелені, блискучі, за очима білі смуги. Верхня частина тіла переважно бронзово-зелена, надхвістя і верхні покривні пера хвоста бронзові. Хвіст бронзововий, на кінцях крайніх стернових пер є темно-сірі смуги. На середн горла синьо-фіолетова блискуча пляма, решта нижньої частини тіла біла, на боках зелені плямки. Дзьоб середньої довжини, прямий, чорний, лапи рожеві.
У самиць обличчя і тім'я менш блискучі, а горло біле, поцятковане зеленими плямками. Кінчики крайніх стернових пер сіруваті. У молодих птахів пера на голові, спині, надхвісті і боках мають іржасті краї, у молодих самців горло тьмяно-бронзове.

## Поширення і екологія
Білогруді колібрі-самоцвіти мешкають на карибських схилах Коста-Рики і західної Панами (на схід до Вераґуаса). Вони живуть у вологих тропічних лісах, на узліссях і порослих чагарниками галявинах. Уникають вторинних лісів та інших напіввідкритих ландшафтів. В Коста-Риці гніздяться на висоті від 700 до 1400 м над рівнем моря, під час негніздового періоду мігрують на висоту від 400 до 600 м над рівнем моря.
Білогруді колібрі-самоцвіти живляться нектаром квітучих дерев з родів Inga, Calliandra, Clusia, чагарників з родів Besleria і Carapichea та епіфтів з родин вересових і геснерієвих, зокрема з роду Columnea. Вони домінують над іншими колібрі, живлячись на квітучих деревах. Самці захищають чагарнки з багатими на нектар епіфітами Cavendishia і Thibaudia. Також білогруді колібрі-самоцвіти ловлять дрібних комах в польоті або збирають з рослинності. Сезон розмноження в Коста-Риці триває з серпня або вересня по березень. Самці виконують складні трелі, щоб не допустит проникнення на кормову територію.